# Solntsevo distrikt

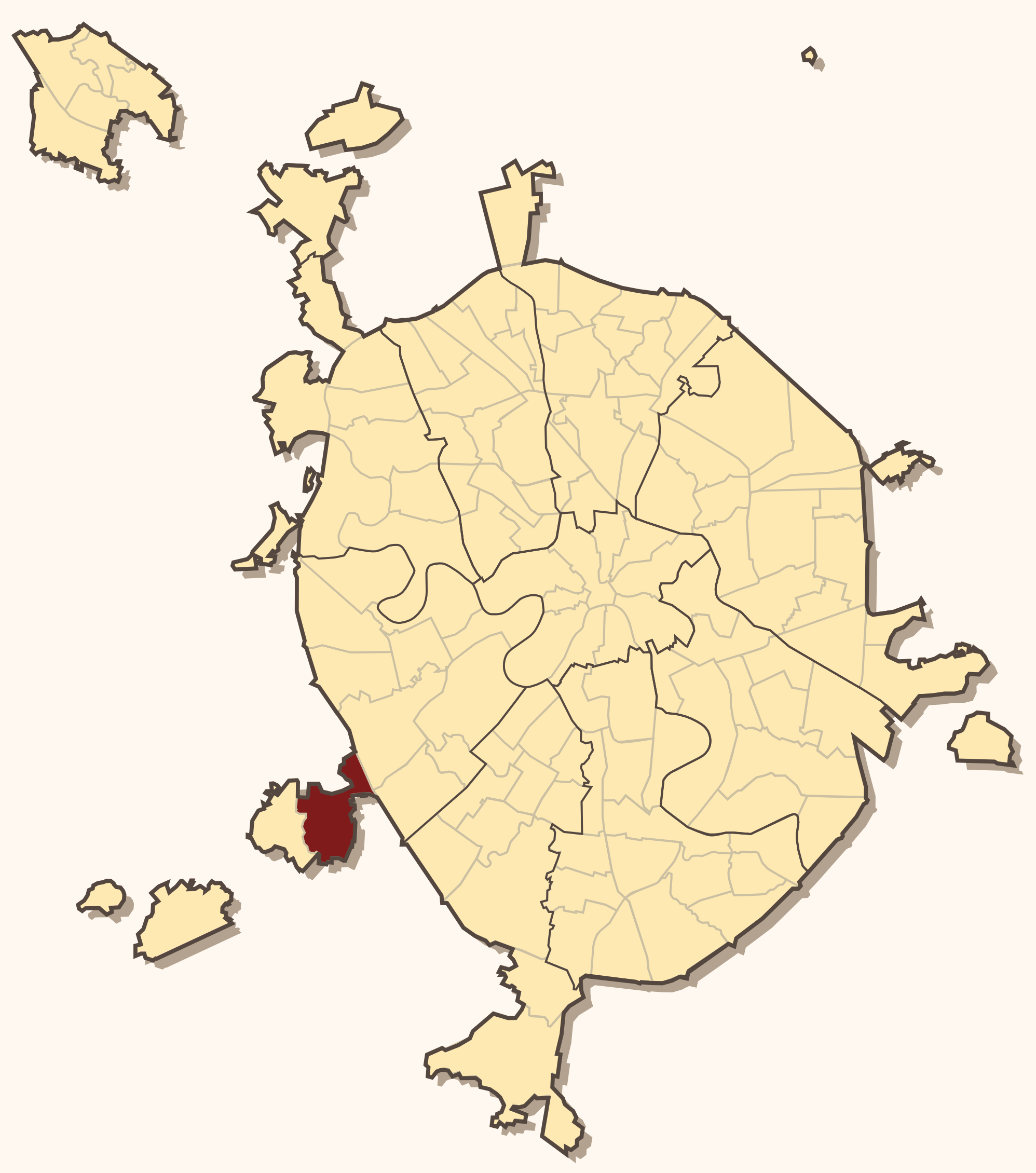
Solntsevodistriktets läge i Moskva.

Solntsevo distrikt (ryska: райо́н Со́лнцево) är ett distrikt (rajon) i Okrug väst i Moskva, Ryssland. 
Vid folkräkningen 2010 var folkmängden 113 959 invånare. Distriktet är 11,29 kvadratkilometer stort.